# Duosperma transvaalense
Duosperma transvaalense là một loài thực vật có hoa trong họ Ô rô. Loài này được (Schinz) Vollesen mô tả khoa học đầu tiên năm 2006.